# Zygmunt Sawczyński
Zygmunt Sawczyński, ukrajinsky Сигізмунд Данилович Савчинський, Sigizmund Danilovič Savčinskij (30. dubna 1826 Oleksynci – 17. května 1893 Lvov), byl rakouský politik ukrajinského původu z Haliče, v 2. polovině 19. století poslanec Říšské rady.

## Biografie
Od 1. prosince 1848 do konce školního roku 1862 pracoval jako pedagog. V letech 1848–1849 byl suplentem na filozofickém ústavu v Tarnowě, kde vyučoval světové dějiny a klasickou filologii, v letech 1849–1850 pak na nově zřízeném klasickém gymnáziu tamtéž. Od roku 1850 do roku 1854 byl učitelem na gymnáziu svaté Anny v Krakově. Roky 1855 a 1856 strávil přípravou na učitelské zkoušky na Vídeňské univerzitě. V období let 1856–1861 opět učil na krakovském gymnáziu svaté Anny. Ve školním roce 1862 působil jako pedagog na gymnáziu v Sambiru. Pak opustil učitelskou profesi a od roku 1862 až do svého zvolení do Haličského zemského sněmu v prosinci 1865 působil v redakci listu Czas v Krakově. Od konce června 1866 byl činný jako úředník haličského zemského výboru. Byl členem učené společnosti v Krakově a členem výboru haličského Sokola.
V prosinci 1865 byl poprvé zvolen na Haličský zemský sněm za kurii velkostatkářskou, obvod Stryj. Ve volbách 4. února 1867 byl na Haličský zemský sněm zvolen opětovně, nyní ovšem za městskou kurii, obvod Ternopil. Mandát na zemském sněmu obhájil v roce 1870.
Zemský sněm ho 2. března 1867 zvolil i do Říšské rady. 11. prosince 1869 po znovuzvolení opětovně složil slib. Dopisem z 31. března 1870 složil mandát v rámci hromadné rezignace federalisticky orientovaných poslanců Říšské rady. Do Říšské rady byl zemským sněmem opětovně delegován v roce 1870 a 1871. Poslanecký mandát ovšem nevykonával. Jeho mandát byl 21. dubna 1873 prohlášen pro dlouhodobou absenci za zaniklý. Do vídeňského parlamentu se vrátil ještě v přímých volbách v roce 1885, za městskou kurii, obvod Přemyšl, Grodek atd. Politicky patřil mezi propolsky orientované Ukrajince.